# Alt-Wien (Operette)
Alt Wien ist eine Operette in drei Akten mit Musik von Joseph Lanner, zusammengestellt und für die Bühne bearbeitet von Emil Stern. Das Libretto verfassten Gustav Kadelburg, Julius Wilhelm und M. A. Weikone. Das Werk erlebte seine Uraufführung am 23. Dezember 1911 am Carltheater in Wien. Eine textliche und musikalische Neufassung besorgte 1944 Alexander Steinbrecher. Diese konnte sich aber nicht durchsetzen.

## Handlung
Die Operette spielt in Wien zur Zeit des Biedermeier (um 1840).

### Erster Akt
Bild: Romantischer Hofraum
Andreas Stöckl hat sich im Hof seines Vorstadthauses einen lange gehegten Wunsch erfüllt: Er ist Wirt eines Heurigenlokals geworden, das von der Wiener Bürgerschaft gut angenommen wird. Nicht zuletzt deshalb suchen so viele Wiener die Wirtschaft auf, weil Stöckls Pflegetochter Lini es gut versteht, die Gäste mit Wiener Liedern zu unterhalten. Das Mädchen selbst glaubt, Stöckls leibliche Tochter zu sein. Sie und ihr Freund Franz Stelzer haben sich gegenseitig ewige Liebe geschworen. Franz leistet zurzeit seinen Wehrdienst ab. Als er Lini in seiner Freizeit besuchen kommt, begrüßen sich die beiden Liebenden herzlich. Da stattet ganz unvermutet  Polizeikommissär Prohaska mit dem Grafen von Tutzing Stöckl einen Besuch ab. Bei der Befragung räumt Stöckl wehmütig ein, dass Lini nicht sein leibliches Kind, sondern ein Findelkind ist. Jetzt aber beansprucht der Graf das Mädchen als seine Tochter und glaubt, dafür Beweise zu haben. Etwas widerwillig geht Lini mit dem Grafen fort, sehr zum Leidwesen ihres Freundes Franz.

### Zweiter Akt
Bild: Prunkzimmer im gräflichen Schloss
Mit der neuen, vornehmen Umgebung kann sich Lini nicht anfreunden. Den Grafen stört dies zwar kaum; aber seiner Schwester Philomene missfällt es, dass das Mädel sich so wenig um die höfische Etikette schert. Sie legt auch Wert darauf, dass Lini den Umgang mit ihren alten Bekannten ganz abbrechen soll, weil diese nicht standesgemäß sind.
Plötzlich sprechen gerade diese nicht Standesgemäßen im Schlosse vor. Lini hat nämlich Namenstag, und dieses Ereignis nehmen der alte Stöckl, einige seiner Bekannten und Verwandten sowie der Stelzer Franz zum Anlass, das Mädchen zu besuchen, um ihr zu gratulieren. In dieser Gesellschaft lebt Lini wieder förmlich auf. 
Bald findet sich auch die Verwandtschaft des Grafen ein, die darauf brennt, den plötzlichen Familienzuwachs kennenzulernen. Doch bei dem Anblick der vielen Leute aus dem einfachen Volk können sich die gräflichen Verwandten nur die Nase rümpfen.

### Dritter Akt
Bild: Gartenwirtschaft „Zum braunen Hirschen“ im Prater
Stöckl und seine Vorstadtmusikanten sind vom Wirt des „Braunen Hirschen“ engagiert worden, in seinem Heurigenlokal zum Tanz aufzuspielen. Da betritt ganz unvermutet der Graf von Tutzing die Wirtschaft und erklärt, Lini werde soeben auf ein Schloss nach Böhmen kutschiert, wo ihr die höfischen Gepflogenheiten beigebracht werden sollen. Wenig später lässt sich in dem Lokal ein altes Weiblein blicken, das sich an den jungen Soldaten Stelzer heranzumachen scheint. Ihm gibt sich die Angekommene als Lini zu erkennen, die einen Halt der Kutsche ausnutzen konnte, der neuen Umgebung zu entfliehen. Als dann die Kapelle Linis Lieblingslied anstimmt und Franz seine Tenorstimme dazu ertönen lässt, kann sich das Mädel nicht mehr zurückhalten. Sie muss einfach mitsingen. Da wird auch dem Grafen klar, wer in der Verkleidung der alten Frau steckt. Schon scheint sich ein Skandal anzubahnen, da bringt Polizeikommissär Prohaska die erlösende Nachricht, es habe sich inzwischen herausgestellt, dass Lini gar nicht die Tochter des Grafen sei. Diesem bleibt nichts Anderes mehr übrig, als seine Hoffnung auf eine Tochter zu begraben. Glücklich schließen sich Franz und Lini in die Arme.

## Musik
Lanner selbst hat keine Operette geschrieben; denn zu seinen Lebzeiten war dieses Genre noch gar nicht geboren. Emil Stern ist es aber gelungen, mit viel Einfühlungsvermögen aus Lanners reichhaltigem Œuvre einige seiner besten Walzer, Ländler und Märsche mit der Handlung zu verweben und so für die Bühne lebendig zu machen. Die einprägsamsten Lieder sind Schwalberl, mein Alles, mein Schatz und Aufgschaut, ihr Leute, lasst uns vorbei.